# 続・復讐のガンマン 〜走れ、男、走れ〜
『続・復讐のガンマン 〜走れ、男、走れ〜』（ぞくふくしゅうのガンマン はしれおとこはしれ、Corri uomo corri）は、1968年のマカロニ・ウェスタン。
『復讐のガンマン』で主役を食ったトーマス・ミリアン演じるナイフ投げの名人クチーヨの後日談を描いたスピンオフ映画。監督は前作と同じセルジオ・ソリーマで、彼の監督するウェスタン3部作の完結編。出演はトーマス・ミリアンとドナル・オブライエンなど。
日本では劇場未公開だが、DVDが発売されている。

## ストーリー
メキシコ革命前夜。ナイフ投げの名人クチーヨは、牢獄でラミレスという詩人で革命の闘士と知り合う。ある日、クチーヨはラミレスから革命の資金となる黄金の隠し場所を示す紙片を託される。間もなくラミレスはクチーヨに「走れ、男、走れ！」と言い遺して処刑される。
脱獄したクチーヨは一路テキサスを目指して一目散に走るが、そんな彼を革命軍の将軍を始め、山賊、賞金稼ぎ、フランス人の殺し屋、救世軍の女軍曹、そしてやたら気の強いクチーヨの婚約者ドロレスが追って来る。そして彼らは敵味方入り乱れて激しい闘いを繰り広げる。

## キャスト
- クチーヨ: トーマス・ミリアン
- キャシディ: ドナル・オブライエン
- ペニー: リンダ・ヴェラス
- サンティラナ: ジョン・アイアランド
- ドロレス: チェロ・アロンゾ（スペイン語版）
- ラミレス: ホセ・トーレス
- 市長: ジャンニ・リッツォ（イタリア語版）
- ジャン＝ポール: エドワード・ロス（イタリア語版）
- スティーヴ・ウィルキンス: フェデリコ・ボイド（イタリア語版）